# محطة الرباط أكدال
محطة الرباط أكدال هي محطة قطار تابعة للمكتب الوطني للسكك الحديدية. توجد المحطة بحي أكدال بالرباط. تم إنشاؤها سنة 1925 ثم أُعيد بناؤها في عام 2018 لاستقبال القطار فائق السرعة "البراق".